# 비시 (촉한)
비시(費詩, ? ~ ?)는 중국 후한 말 ~ 삼국 시대 촉나라의 정치인이다. 자는 공거(公擧)이며 익주 건위군 남안현(南安縣) 사람이다. 비립(費立)의 아버지이다.

## 생애
익주목 유장의 밑에서 광한군 면죽현령(綿竹―)을 지냈다. 유비가 유장을 공격하자 유비에게 항복하였고, 유비는 촉(蜀)을 평정한 뒤에 비시를 독군종사(督軍從事)로 삼았다. 이후 장가태수로 임명되었으며, 다시 익주전부사마(益州前部司馬)로 전임되었다.
유비가 한중왕에 오르자, 비시를 관우에게 보내 전장군에 임명된 사실을 알리게 했다. 하지만 관우는 황충이 자신과 자신과 같은 대열인 후장군에 임명되었다는 것에 대해 불쾌함을 드러내자, 비시는 고조의 예를 들어 관우를 설득하였다.
건안 25년(220년), 유비가 황제에 즉위하자, 비시는 상소를 올려 유비가 제위에 오르는 것에 반대하였고, 이에 분노한 유비는 비시를 영창종사(永昌從事)로 좌천했다.
하지만 비시는 능력을 인정받았고, 건흥 3년(225년) 남정 당시에는 제갈량을 보좌하며 군무를 맡았다. 제갈량의 사후 장완이 병권을 이어받자, 간의대부(諫議大夫)에 임명되었다.

## 같이 보기
- 삼국지 인물 목록